# Boschveld
Boschveld is een buurt van 53 ha met 3349 inwoners (per 1 januari 2023) in 's-Hertogenbosch, in de Nederlandse provincie Noord-Brabant. De buurt is in de jaren vijftig gebouwd op de plaats van Sportpark De Hooge Donken aan de westkant van het Station 's-Hertogenbosch. Daartoe werd het drassige terrein opgespoten met zand uit de nabijgelegen Ertveldplas. Tegelijk met de bouw werd Boschveld via een spoortunnel (1956) met de binnenstad verbonden. Oorspronkelijk werd de buurt aangeduid als West-I. De historische naam Boschveld kwam later meer in zwang. Behalve het oorspronkelijke West-I wordt inmiddels ook de oudere wijk Veemarktkwartier tot Boschveld gerekend. Het Veemarktkwartier bevat niet alleen woningen, maar ook het gebied van de Brabanthallen. Het gebied van de Brabanthallen wordt in de statistieken als apart gebied beschouwd en vormt een overgang naar het industrieterrein de Rietvelden. Boschveld is een buurt in de wijk West.

Ongeveer 69 % van de woningen zitten in de huur, 31 % zijn koophuizen (de tendens is dat het aantal huurwoningen afneemt). Ongeveer 31 % van de bewoners is niet van Europese afkomst, wat 3 keer zo hoog is als het stedelijk gemiddelde (cijfers 2016). Het aantal mensen met een laag inkomen/ uitkering ligt ruim tweemaal zo hoog als het stedelijk gemiddelde. 
|      | 0-19 | 20-24 | 45-65 | 20-64 | 65+  | aantal inwoners |
| ---- | ---- | ----- | ----- | ----- | ---- | --------------- |
| 2005 | 21.0 | 50.8  | 19.5  | 70.3  | 8.7  | 3363            |
| 2007 | 19.4 | 51.6  | 19.6  | 71.2  | 9.4  | 3218            |
| 2008 | 19.1 | 50.7  | 20.6  | 71.3  | 9.6  | 2968            |
| 2009 | 19.1 | 49.9  | 21.2  | 71.1  | 9.8  | 2964            |
| 2010 | 18.7 | 50.3  | 21.2  | 71.5  | 9.8  | 3012            |
| 2011 | 17.4 | 52.4  | 20.9  | 73.3  | 9.3  | 3167            |
| 2012 | 17.4 | 52.2  | 20.8  | 73.0  | 9.6  | 3170            |
| 2013 | 18.0 | 50.6  | 21.8  | 72.5  | 9.6  | 3095            |
| 2014 | 18.7 | 48.8  | 22.3  | 71.1  | 10.2 | 3043            |
| 2015 | 19.3 | 46.3  | 23.5  | 69.8  | 10.9 | 3044            |
| 2016 | 19.3 | 45.3  | 24.3  | 69.6  | 11.1 | 3047            |
| 2017 | 19.3 | 45.2  | 24.3  | 69.5  | 11.1 | 3054            |
| 2018 | 19.3 | 44.0  | 24.9  | 68.9  | 11.8 | 3146            |
| 2019 | 19.3 | 44.3  | 24.6  | 68.9  | 11.9 | 3250            |
| 2020 | 19.6 | 44.3  | 24.1  | 68.4  | 12.0 | 3291            |
| 2021 | 20.0 | 44.4  | 23.4  | 67.8  | 12.2 | 3321            |
| 2022 | 20.3 | 44.6  | 22.8  | 67.8  | 12.3 | 3349            |

|      | 0-14 | 15-24 | 25-44 | 45-64 | 65+ | aantal inwoners |
| ---- | ---- | ----- | ----- | ----- | --- | --------------- |
| 2023 | 16   | 12    | 37    | 23    | 12  | 3350            |

Gegevens per 1 januari volgend op aangeven jaar (2022 is dus 1 januari 2023). Vanaf 2023 is leeftijdscategorie aangepast.
Cijfers afkomstig uit gemeentelijke rapportage
Afwijkingen van werkelijkheid zijn mogelijk.

## Geschiedenis
's-Hertogenbosch heeft lang bestaan binnen de stadsmuren. Als in 1874 de Vestingwet van August Willem Philip Weitzel wordt aangenomen, komt de behoefte om ook ontwikkelingen buiten de stadsmuren te doen. Als eerste werd Het Zand gebouwd, vervolgens werden anderen wijken gebouwd. Het gebied van het Bossche Veld, zoals het toen heette, werd in het begin van de 20e eeuw gebruikt voor industriële doeleinden. Zo was er een Veemarkt (waar het Veemarktkwartier haar naam aan dankt) en vestigde de Grassofabriek zich er in 1913. 

In de jaren 50 van de 20e eeuw vond de eerste woningbouw plaats De woningen waren nodig vanwege het woningtekort na de Tweede Wereldoorlog. De buurt was in 1957 klaar. Veel van die woningen staan er nog steeds. In de beginjaren bood de buurt onderdak aan de vele nieuwe werknemers op industrieterrein De Rietvelden, zoals bandenfabriek Michelin, brouwerij Heineken en gereedschap fabrikant Nicholson Files. Hierdoor ontstond een arbeidersbuurt. Vanwege krapte op de arbeidsmarkt begonnen de bedrijven in de jaren zestig werknemers te werven in landen als Turkije, Marokko, Spanje en Griekenland. Veel van deze gastarbeiders zijn gebleven en wonen nu nog in de buurt. De lage huren hebben de afgelopen jaren meer nieuwkomers uit verre landen naar de buurt getrokken. Inmiddels is ruim veertig procent van de bewoners van allochtone afkomst.
In de jaren zeventig en 80 veranderde de buurt qua inwoners en vond er ook meer verloedering plaats. Vooral de aanwezigheid van het station droeg bij aan het drugsprobleem, dat ontstond. Langzaam veranderde de buurt van een reguliere arbeidersbuurt in een probleembuurt, met relatief veel criminaliteit en ook een steeds groter aandeel van bewoners die van origine uit andere landen kwamen. Sinds het begin van de 21e eeuw is er ingezet om de problemen aan te pakken. Dit heeft anno 2008 tot behoorlijke successen geleid. In feite is Boschveld een soort proeftuin geworden om te kijken hoe problemen aangepakt kunnen worden.
Eind 20e eeuw was de buurt na 50 jaar eigenlijk afgeschreven en werd er nagedacht hoe Boschveld weer eigentijds kon worden. Initieel werd daarvoor een Masterplan gemaakt door Ashok Bhalotra. Dit plan ging na bezwaren van bewoners in 2005 van tafel. Vanaf 2006 heeft het stedenbouwkundig bureau Tarra gewerkt aan een nieuw plan, dat in 2010 leidde tot een nieuw herstructureringsplan met de naam Boschveld Beweegt, dat door de gemeenteraad werd goedgekeurd. Sinds die tijd zijn woningen gerenoveerd of gesloopt en vervangen door nieuwe woningen. De uitvoer loopt nog zeker tot 2028.

## Herstructurering
Dit plan of Heroriëntatie gaat uit van een aanpak in diverse fasen. In de eerste 2 fasen is er sprake van sloop en nieuwbouw. Daarna is er sprake van 2 deelgebieden waarvoor nog een plan moet worden uitgewerkt. Dit Wijkplan, Boschveld Beweegt, is op 2 april 2009 gepresenteerd. In hoofdlijnen wordt de wijk in 4 delen verdeeld. Rondom een centraal gedeelte, dat moet dienen als ontmoetingsplek, komen 3 kwartieren te liggen. Het Parkkwartier vormt de verbinding naar het Westerpark, het Stationskwartier een verbinding naar het station en het Waterkwartier richting de Dieze. Elk Kwartier krijgt een eigen invulling.
Op 18 mei 2009 vond er in de Brabanthallen een inspraakavond plaats waar zo'n 70 bewoners een toelichting kregen op het wijkplan. Tijdens deze avond gaven de bewoners aan wat ze wel en niet aansprak aan het plan. Deze visies zullen worden opgenomen in de zienswijze op het wijkplan. Tot 15 juni 2009 konden bewoners nog hun zienswijze (bezwaren) op het plan bij de gemeente indienen.
In februari 2011 werd het wijkplan door de gemeenteraad aangenomen. In juni 2011 is al duidelijk dat dit Wijkplan erg onder druk staat. Zo is de locatie voor de Brede Bossche School al gewijzigd, dreigt de verlenging van de Parallelweg (die niet meer als sluiproute mag dienen) in het gedrang te komen, omdat de gemeente niet beschikt over de grond bij het EKP gebouw en ook het zogenaamde stamlijntje is nog steeds niet van tafel en als dat niet gebeurt, dan dreigt het Wijkplan gedeeltelijk niet uitgevoerd te kunnen worden.
Eind mei 2011 hebben de meeste bewoners een brief ontvangen over de toekomst van hun woning. Sommige woningen zullen worden gerenoveerd, sommigen zullen worden gesloopt en aan andere woningen wordt niets gedaan. De ingrepen zullen pas vanaf 2014 gebeuren en de meeste zelfs nog later.
Anno 2013 is de situatie wel iets gewijzigd. Dit heeft te maken met de economische crisis. Hierdoor worden er minder huizen gebouwd. Ook corporaties moeten beter op hun geld letten, omdat ze extra premies aan de Overheid betalen. De eerste wijzigingen t.o.v. het oorspronkelijke plan zijn:
- De Brede Bossche School komt op de plek van het Overpad en niet op de plek van het huidige kindcentrum 't Boschveld.
- Er worden minder woningen gebouwd op het gebied van Afvalstoffendienst. Er was hier gestapelde bouw gepland, maar er zal meer grondgebonden woningen komen.
- Voor de inrichting van het Groene Hart zullen 1 of 2 complexen aan de Marconistraat worden gesloopt.
Medio juli 2013 is ervoor gekozen om de termen deelgebieden en fase los te laten en te vervangen door de term Vlek (afgeleid van vlekkenplan, wat normaal binnen 1 gebouw wordt toepast, maar hier dus op een heel gebied). Hieronder staan de beschrijvingen van de vlekken waar de herstructurering al in gang is gezet.

### Vlek 1 (Winkelcentrum)
Het winkelcentrum en de bovenliggende woningen zijn ook in de jaren 50 van de 20e eeuw gebouwd. De architectuur wordt als tijdsgebonden beschouwd en dient als een toonbeeld. In de loop der jaren was er echter een verval gekomen van de luifels boven de winkels en ook de gevels van de woningen (meeste zijn koopwoningen) konden een aanpak gebruiken. Omdat het om een omvangrijk complex gaat zijn er 7 VvE's (Vereniging van Eigenaren) en het bleek lastig om die op 1 lijn te krijgen over hoe de aanpak moest plaatsvinden. De gemeente heeft 7 winkels gekocht in het complex en kon zich daarmee ook een onderhandelingspositie verwerven.
Uiteindelijk kon met geld van de Gemeente, BrabantWonen en de gebruikers een plan van aanpak worden gemaakt. De werkzaamheden begonnen begin november 2009 met de aanpak van de gevels. Eind november 2009 werd ook gestart met de aanpak van de luifels. Hierbij moesten eerst asbesthoudende platen worden verwijderd. De werkzaamheden waren eind december 2009 klaar. Een brand in mei 2010 heeft 5 winkelpanden aan de Christiaan Huygensweg beschadigd. Ook een deel van de net gerenoveerde luifel moest worden verwijderd. Medio juni 2010 zijn 3 van de 5 beschadigde bedrijven weer operationeel. Ook de bovenliggende woningen liepen veel rookschade op, maar dat is nu ook grotendeels hersteld. Pas eind 2010 was het winkelcentrum weer hersteld en ingericht.
In het wijkplan Boschveld Beweegt staan ook toekomstplannen voor het winkelcentrum. De grootste verandering is de inrichting van een supermarkt met een vloeroppervlakte van circa 1100 m². Om dit plan te realiseren is het nodig dat de VvE (Vereniging van Eigenaren) ermee instemt. Er waren onderhandelingen met onder andere Albert Heijn, maar die verliepen moeizaam. Uiteindelijk werd in april 2016 bekend dat er geen grote supermarkt zal komen. Er is wel een supermarkt van een particulier met de naam Sonay. Deze winkel is in de loop der jaren steeds groter geworden. Anno 2021 is duidelijk dat een collectief opknapplan voor het winkelcentrum geen haalbare kaart is. Het blijft uiteindelijk bij een opknapbeurt van de luifels en het aanleggen van een aangepaste parkeerruimte als blauwe zone (op 19 september 2015 feestelijk geopend, maar sinds juli 2015 al in gebruik). In maart 2022 werd de stoep aan de kan van de Christiaan Huygensweg vernieuwd.
Het gebied rondom het winkelcentrum wordt als kwetsbaar gebied gezien. Er wordt overlast ervaren van rondhangende jongeren en drugs dealen. Om die reden staan er sinds 2017 camera's voor toezicht in dit gebied. Het plaatsen van de camera's mag alleen met instemming van de Burgemeester, politie en justitie. Zij bepalen ook de periode van toezicht. In juli 2024 is deze periode verlengd tot juli 2028.

### Vlekken 2 en 4 (Stationskwartier)
Dit is het gebied tussen Christiaan Huygensweg/ Parallelweg/ Edisonstraat - Fahrenheitstraat/ Celsiusstraat/ 's Gravesandestraat. Dit omvat zowel koopwoningen (52 stuks) als sociale huurwoningen (230 stuks in bezit van corporatie Zayaz).

Voor dit gebied is geen sloop gepland. In 2014/ 2015 is er normaal onderhoud uitgevoerd op de portiekflats aan de Christiaan Huygensweg en Paralleweg (schilderen en gevels voegen). De laagbouw heeft in 2017/2018 groot onderhoud en renovatie ondergaan. Het gaat in hoofdlijnen om gevels voegen, daken vervangen inclusief asbestsanering, isolatie dak, gevels en glas, buitendeuren vervangen, schilderwerk, schuttingen, keuken, badkamer en  toilet.

### Vlek 3 (Voormalige basisschool/ Parousia)
Dit is het gebied tussen Edisonstraat/ 's-Gravesandestraat/ Celciusstraat/ Copernicuslaan.

In 1956 werd hier de parochiekerk 'Onze Lieve Vrouwe van Aldurende Bijstand' gebouwd. Deze kerk bood plek aan 1200 gelovigen. Eind jaren 70 van de 20e eeuw werd deze kerk voor de helft gesloopt. Het restant is in gebruik door een gemeenschap met de naam Parousia. Begin jaren 80 werd op de vrijgekomen ruimte de basisschool 't Boschveld gebouwd. Volgens het wijkplan zou hier de nieuwe BBS (Brede Bossche School) moeten komen. Door de economische recessie  die in 2012 begon bleek de planning niet haalbaar. In afwijking van het wijkplan werd de BBS gebouw op de plek waar het Overpad (speciaal onderwijs) stond (zie Vlek 8) gebouwd. De basisschool is begin 2015 verhuisd naar de BBS (zie Vlek 8) en de voormalige basisschool werd tijdelijk gebruikt door kunstenaars.
Het gebouw van Parousia (kerk) is blijven bestaan. Aanvankelijk zou in 2017 voor nieuwbouw van woningen een bestemmingsplan worden opgesteld, maar dat werd ernstig vertraagd. In september 2018 werd aangekondigd dat er zal worden gekomen met een voorontwerp bestemmingsplan, gevolgd door een ontwerpbestemmingsplan (eind 2018) en uiteindelijk een bestemmingsplan (voorjaar 2019). Door deze vertraging hebben de bewoners van de Marconistraat geen gebruik kunnen maken van dit plan om hier een nieuwe huisvesting te vinden. Er komen 32 huurappartementen en 13 grondgebonden koopwoningen (inclusief voormalige Pastorie). Begin 2017 zijn de plannen voor de woningen door BrabantWonen afgekeurd, omdat ze niet voldoen aan de nieuwe regelgeving die door het kabinet zijn opgesteld. Er is nu een nieuw ontwerp gemaakt. Vlak voor de zomervakantie van 2019 (mei/ juni) is het gebouw van de voormalige basisschool gesloopt, waarna een bodemonderzoek heeft plaatsgevonden, waarbij geen bijzonderheden zijn aangetroffen. Alleen de oude pastorie is blijven staan. In januari 2020 is men begonnen met de aanleg van het riool (onderdeel bouwrijp maken). De nieuwbouw is in september/ oktober 2020 begonnen. De koopwoningen werden in september 2021 opgeleverd, de huurwoningen op 16 november 2021.

Wijkraad OBB had bezwaren gemaakt tegen de kap van een aantal bomen. Deze zijn als waardevol aangemerkt. De rechter oordeelde echter dat de bomen gekapt mogen worden ten behoeve van parkeerplaatsen.
In juni 2023 kreeg het complex met huurwoningen van BrabantWonen de naam Orbium (omwenteling). Tevens werden er 28 muurtekeningen in de hallen aangebracht. 

### Vlek 5 (Flats Edisonstraat/ Copernicuslaan)
Tussen de Marconistraat en de Copernicuslaan staan 4 flats die eigendom zijn van woningcorporatie BrabantWonen. In overleg met de bewoners is besloten om deze flats te renoveren. Hiertoe is een bewonerscommissie opgericht. Hoewel het aanvankelijk behoorlijk aftasten was, werden er uiteindelijk redelijk goede afspraken gemaakt tussen bewoners en BrabantWonen. De woningen worden zowel van buiten als van binnen opgeknapt. In juni 2009 begon de aannemer met de werkzaamheden en de eerste flat kon in september 2009 bijna worden opgeleverd. Er was alleen een probleem met de balkons. De Welstandscommissie van de gemeente 's-Hertogenbosch had het ontwerp afgekeurd. Na maanden van onderhandelen ging deze commissie ten slotte met een kleine aanpassing akkoord. Pas na deze goedkeuring konden de balkons worden besteld. Naar verwachting worden die pas in december 2009 geleverd. Uiteindelijk is de hele renovatie pas in het voorjaar van 2010 afgerond.
Wat nog moet volgen is de inrichting van de openbare ruimte. Veel van het groen is nu verdwenen en hiervoor moet de gemeente een vervanging doen. Aanvankelijk was het de bedoeling om dit samen te doen met de inrichting van de Kamerlingh Onnesstraat. Dit bleek echter niet haalbaar. In het najaar van 2011 is dit afgerond.
Het enige wat nog rest is de verplaatsing van de schuren. Hierover is 2 jaar over gesproken, maar na een zogenaamde klikmeting bleek dat op de geplande plek er leidingen in de grond zitten. Het verplaatsen zou 100.000 Euro kosten en dat wil Brabantwonen niet betalen. Het plan is nu om de huidige schuurtjes op te knappen, maar de vraag is of de bewoners hier akkoord mee gaan. Er komt een nieuw plan. Dit zal in september/oktober 2024 worden besproken. De bedoeling is dat de schuurtjes worden verplaatst en het gebied een definitieve inrichting krijgt.
De gemeente heeft de flat aan Marconistraat (Vlek 6) in 2019 gekocht en met dit geld zal BrabantWonen de schuurtjes aanpassen. De flat is in juni 2019 gesloopt. Hier komt geen nieuwbouw, maar de opening vormt een doorgang naar het Hart van Boschveld.

### Vlek 6 (Marconistraat)
In de jaren 50 van de vorige eeuw zijn hier 3 flatgebouwen neergezet. De zijn nu eigendom van woningcorporatie BrabantWonen. In 2019 is 1 flatgebouw (12 woningen) gesloopt (nadat deze aan de gemeente was verkocht) om een doorgang te creëren naar het Hart van Boschveld (Vlek 8). De nadere twee flats zijn gerenoveerd in 2018.
In juli 2024 is op de (blinde) muur van de flat aan kant van de BBS een mural aangebracht. De afbeelding betreft een jonge vrouw die een schaal met verleidingen vasthoudt. De mural is aangebracht in het kader van Museum Murals.

### Vlek 7 (Flats Copernicuslaan)
Dit betreft 2 flats in eigendom van Zayaz met circa 60 woningen. Een deel van de woningen is beschikbaar voor mensen met een lichamelijke of geestelijke beperking. Ze zijn eind jaren 50 gebouwd en in 2000 gerenoveerd.
De (blinde) gevel van de flat grenzend aan de Oude Vlijmense weg kreeg in mei 2022 een mural. De schildring kwam er op initiatief van Kings of Colors en is aangebracht door De Braziliaanse kunstenaar Pixote Mishu. Het verbeeldt de dreiging van culturen en het regenwoud.  

### Vlek 8 (Groene Hart)
Dit gebied wordt het meest diverse gedeelte van de buurt. Kern vormt de Brede Bossche School Boschveld (BBS). De staat op de plek van de voormalige school voor speciaal onderwijs, Het Overpad. Het gebouw van het Overpad is in het tweede kwartaal van 2013 gesloopt. Op 3 december 2013 is het officiële startsein gegeven voor de nieuwbouw, al was toen de fundering al klaar. De BBS is op 5 januari 2015 in gebruik genomen. Naast het Kindcentrum (basisschool + buitenschoolse opvang) zit het Wijkplein, Divers, Buurthuis en bewonersvoorzieningen in het pand.
Het gebied grenst ook aan de Paardskerkhofweg. Voorheen zat hier de Afvalstoffendienst. Een gedeelte van de bebouwing is gesloopt en sinds 2012 onderhouden bewoners hier de Boschveldtuin. Deze tuin heeft al diverse prijzen gewonnen vanwege de initiatieven en resultaten. Uiteindelijk zullen hier woningen moeten komen. Naast de tuin is ook een speelplek voor kinderen gemaakt. In maart 2016 is de Boschveldtuin verplaatst naar een definitieve locatie achter de BBS. Verder stond hier het gebouw PK14, waarin een aantal kunstenaars en creatieve ondernemers onderdak vonden. Dit pand is tussen maart en mei 2016 gesloopt.
Het gebied langs de Paardskerkhofweg zal worden ingevuld door 5 woonblokken van grondgebieden woningen. In hoek met de Edisonstraat komt een zogenaamd CPO (Collectief Particulier Opdrachtgeverschap) project van circa 20 woningen waarbij duurzaamheid voorop staat. Hiervoor zijn het Buurthuis en het Directiegebouw Afvalstoffendienst gesloopt. Deze sloop is in oktober 2015 gestart en in december 2015 afgerond. Op 16 juni 2016 is de grond door de gemeente overgedragen aan vereniging BWWB (Bewust Wonen en Werken Boschveld). In het najaar van 2016 is de bouw begonnen; eind 2017 zijn de eerste bewoners er gaan wonen.
Daarnaast komen er nog 4 woonblokken met in totaal 100 woningen. De bouw hiervan is in oktober/ november 2017 gestart. De verkoop van de eerste twee blokken was in december 2016, alle  43 woningen zijn verkocht. De eerste bewoners betrokken eind oktober 2018 hun woning. In het voorjaar van 2019 heeft de gemeente de openbare ruimte rond deze eerste fase ingericht.
Eind 2018 is ook begonnen met de bouw van de volgende fase. De eerste bewoners zijn hier eind 2019 komen wonen.
De Boschveldtuin is begin 2016 verplaatst naar een stuk grond achter de BBS, maar wel kleiner geworden. Wel heeft deze tuin nu een permanente status.
Voordat het CPO-project van Bewust Wonen en Werken Boschveld gebouwd kan worden, zullen eerst de nutsvoorzieningen bij de Paardskerkhofweg moeten worden aangepast. Dit heeft in februari 2016 plaatsgevonden. Na de zomer van 2016 is men begonnen met de aanpak van de Paardskerkhofweg (nieuwe riolering en nutsvoorzieningen). Dit loopt tot medio maart 2017. Dit gaat ten koste van een aantal parkeerplaatsen.

Op 10 mei 2016 heeft de gemeenteraad ingestemd met het ruimtelijk en functioneel kader voor het Hart van Boschveld. Hierin is ook opgenomen dat de noordelijke flat in de Marconistraat zal worden gesloopt. 
Eind februari 2014 is er tijdelijk een hondenuitrenveld aangelegd naast de Boschveldtuin. Dit dient als vervanging van het verdwenen uitrenveld aan de Parallelweg, dat moest verdwijnen voor de nieuw aan te leggen weg. Dit hondenuitrenveld is tijdelijk en zal in de toekomst worden verplaatst; de locatie is nog niet bekend.
Begin 2020 is het laatste gedeelte van de nieuwbouw opgeleverd. In de loop van 2020 heeft de gemeente de openbare ruimte ingericht. In de jaren erna zijn er nog allerlei kleine voorzieningen in het openbaar gebied gekomen (zoals een watertappunt; februari 2022 en bankjes (2021 en 2022))

### Vlekken 10 en 11 (Grasso/ bedrijfspanden)
In dit gebied staat de Grassofabriek (later Gea). Een gedeelte van de bebouwing is overgenomen door gemeente. Deze wil hier een ICT-cluster ('Big Data') vestigen. Hiervoor is in de voorjaarsnota van 2016 € 4 miljoen gereserveerd. Medio 2018 zijn hiervoor de renovatiewerkzaamheden begonnen. Als eerste zal het voormalige Grasso gebouw worden opgeleverd. In 2021 zullen ook voor de hallen plannen worden gemaakt. Delen zijn al gesloopt en er komt (gedeeltelijke) nieuwbouw. Ook zijn er 80 tot 100 woningen gepland in dit gebied. 
Verder zitten hier een aantal kleine bedrijven die sinds 2015 samenwerken als Boschveld Ambacht Centrum [BAC].

### Vlek 13 (EKP)
De voornaamste bebouwing in dit gebied is het voormalige Expeditie Knooppunt (EKP). Dit staat sinds 2008 grotendeels leeg, alleen in het kantoorgedeelte zijn enkele instellingen gevestigd. In mei 2016 werd bekend dat de Akademie voor Kunst en Vormgeving St. Joost (Kunstacademie) vanaf de zomer 2017 hier voor 4 jaar wordt gehuisvest. De plannen hiervoor zullen in december 2016 nader bekend worden gemaakt.
Eind 2017 zijn er informatie avonden geweest waar bewoners ook hun inzichten mochten inbrengen. In februari 2018 is het plan voor de aanpak van het EKP door de gemeenteraad goedgekeurd. Op 8 juli 2018 is een gedeelte van het pand door brand verloren gegaan. Die schade zal niet meer worden hersteld. Dit gedeelte is in oktober 2019 gesloopt
 Voor de ontwikkeling van het terrein gaat de gemeente/ PostNL en NS op zoek naar 3 ontwikkelaars die binnen de kaderstelling een plan konden maken. Op 5 december 2019 kreeg SDK uit Eindhoven de gunning. De kunstacademie Sint Joost blijft er gehuisvest en er komen ruim 800 woningen in drie hoge woontoren (tot 60 meter) en 1 lagere toren (circa 30 meter).

### Vlek 14 (Fase 1)
De eerste fase is het gebied dat wordt omgeven door de straten Van Leeuwenhoekstraat - Ampèrestraat - Kamerlingh Onnesstraat - Copernicuslaan. Deze woningen zijn eigendom van corporatie Zayaz. 

Dit gebied werd bij uitzondering aangewezen als 'eerst sloop dan nieuwbouw'. Dit om ruimte te bieden voor het principe van het wijkplan 'eerst nieuwbouw, dan sloop). Hierdoor kon een doorstroomprincipe worden gerealiseerd.
In december 2006 werd hiervoor een sociaal plan vastgesteld, zodat bewoners met een vergoeding en begeleiding konden verhuizen. Pas in april 2008 vertrokken de laatste bewoners. Achteraf bezien blijkt dat de uitverhuizing niet zonder problemen is verlopen. In mei 2008 is eigenaar Zayaz begonnen de voorbereiding van de sloop. De werkelijke sloop begon op 3 juni 2008 en was op 4 september 2008 afgerond.
Eind oktober 2008 is begonnen met de aan de aanleg van een nieuw (gescheiden) rioleringsstelsel. Dit duurde ongeveer 4 maanden. Als eerste werd de Van Leeuwenhoekstraat aangepakt. Tegelijk werden ook kabels voor elektriciteit, telefoon en tv aangepakt. Volgens de planning zou de bouw van de nieuwe woningen beginnen eind november 2008, maar mede door de economische crisis werd de start vertraagd tot april/ mei 2009. Op 25 november 2008 startte de verkoop van de koopwoningen. In totaal werden er 146 nieuwe woningen gebouwd, waarvan de helft huurwoningen zijn. De verhuur van de woningen startte in april 2010. Medio 2011 werden de woningen opgeleverd. Voor de toewijzing van de woningen gold een voorrangsregeling, waarbij de voormalige bewoners van Vlek 14 de eerste keuze hadden. De bewoners van Vlek 19 kregen daarna voorrang.

Voor de nieuwbouw werd de eis opgesteld dat minimaal 70% van de koopwoningen voor aanvang van de bouw verkocht moest zijn. Medio april 2009 stond de teller amper op 50%. Om te voorkomen dat de start nog verder zou worden vertraagd, stelde de Provincie Noord-Brabant zich garant voor de niet verkochte woningen. Op 7 juni 2009 is tijdens het jaarlijkse buurtfeest de start voor de bouw gegeven worden, dat was ruim een jaar na de start van de sloop. De daadwerkelijke start was pas enkele weken later. Anno december 2009 lag de bouw voor op schema en was de verwachting dat de eerste koopwoningen in september 2010 zouden worden opgeleverd en de eerste huurwoningen in oktober 2010. De laatste koopwoning werd in juli 2011 opgeleverd.
Hoewel de bouw voorspoedig verliep, waren er toch wel wat klachten. Vooral bij het stortten van het beton van een paar blokken werd er lang doorgewerkt (in 1 geval zelfs tot diep in de nacht). Ook de aanrij routes via de Copernicuslaan stoorde een aantal bewoners. Vanuit de gemeente werd er een algemeen coördinator aangesteld, maar voor de uitvoer van de bouw bleef de uitvoerder verantwoordelijk.
Anno juni 2010 ging de bouw zeer voorspoedig. In mei 2010 zijn de 72 huurwoningen aangeboden aan de voormalige bewoners van Vlek 14. 13 bewoners keerde terug. Ook de bewoners van Vlek 19 kregen een aanbod. 11 mensen zijn uiteindelijk verhuisd naar Vlek 14. De resterende woningen zijn medio juni 2010 aangeboden. De eerste woningen waren in oktober 2010 klaar. Van de 72 koopwoningen zijn er medio mei 2011 27 verkocht. De eerste bewoners, zowel kopers als huurders betrokken de woningen in november/december 2010. In mei 2011 betrokken de eerste bewoners het het blok aan de Copernicuslaan. De niet verkochte woningen zijn grotendeels verhuurd. Op 14 september 2011 is het complex feestelijk 'geopend'.
Er was ook een plan voor de inrichting van de openbare ruimte; dit is begin november 2011 gerealiseerd. Alleen de aanleg van de Fietsstraat over de Copernicuslaan werd na de zomer van 2013 gerealiseerd.

### Vlek 15 (Fase 5)
Dit gebied wordt omsloten door de Ampèrestraat/ Van Leeuwenhoekstraat/ Buys Ballotweg/ Kamerlingh Onnesstraat.
Er staan hier 41 woningen van corporatie BrabantWonen. Het gaat vooral om kleine woningen die in de volksmond aangeduid worden als kabouterwoningen. In 2012 is er bewonerscommissie opgericht. De woningen zijn gerenoveerd. Deze renovatie startte na de zomer van 2013. De uitvoer van de renovatie verliep wat chaotisch, omdat er geen duidelijke afspraken waren tussen de (onder)aannemers. Om de woningen geschikt te maken voor de toekomst willen de bewoners watervoorziening op de verdieping en een uitbouw in de tuin. De renovatie was eind 2013 klaar, waarna nog een evaluatie plaatsvond.

### Vlek 17 (Fase 4)
Dit gebied wordt omgeven door Kelvinstraat/ Buys Ballotweg/ Ampèrestraat/ Lorentzstraat. Het gaat om huurwoningen van wooncorporatie Zayaz. 
Lange tijd was niet duidelijk wat er met deze woningen zou gebeuren. Er waren 2 opties: slopen en nieuwbouw of renovatie. De huidige bewoners zijn verdeeld en er werd een extern bureau ingehuurd om na te gaan (samen met bewoners) wat beste optie was. Uiteindelijk is in mei 2016 besloten om de woningen te renoveren. Zayaz gaat in overleg met bewoners wat de wensen zijn en wil dit overleggen met een bewonerscomité. In 2016 zal er een aannemer worden geselecteerd en zal de renovatie van mei tot en met oktober 2017 plaatsvinden.

### Vlek 18 (Fase 3)
Dit betreft de woningen in het blok Voltastraat - Lorentzstraat - Amperèstraat - Kamerlingh Onnesstraat. Deze zijn eigendom van BrabantWonen. Uit onderzoek is vast komen te staan dat renovatie van deze woningen niet haalbaar is en zijn eind 2015 gesloopt. Het besluit tot sloop is eind mei 2011 bekend geworden. Na de sloop zullen er 34 grondgebonden eengezinswoningen worden gebouwd in dezelfde stijl als Vlek 19. Met een bewonerscommissie is een verhuisregeling overeengekomen. De uitverhuizing van de bewoners is in de zomer van 2013 gestart. 
Medio september 2015 zijn de woningen vrijgekomen, tot die tijd zaten er tijdelijke huurders (anti-kraak) in. In oktober 2015 is men begonnen de woningen te ontkoppelen van nutsvoorzieningen en te ontdoen van asbest. Eind december 2015 waren de woningen gesloopt. Begin februari 2016 is men begonnen met de nieuwbouw; naar verwachting worden de woningen na de zomer van 2016 opgeleverd. Het betreft sociale huurwoningen. Een maart 2016 konden belangstellenden zich hier voor inschrijven (er waren er 620). De woningen zijn bij voorkeur toegewezen aan bewoners van Boschveld. Op 5 november 2016 kregen de bewoners de sleutel van hun nieuwe woningen. In januari 2017 is de gemeente begonnen met inrichting openbare ruimte (ook Vlek 19); medio mei 2017 moet dit werk klaar zijn.

### Vlek 19 (Fase 2)
De tweede fase die wordt aangepakt omvat de woningen in het gebied Kamerlingh Onnesstraat - Voltastraat - Lorentzstraat - Copernicuslaan. Deze woningen zijn eigendom van de woningcorporatie BrabantWonen. Volgens de planning zouden deze gesloopt worden als Fase 1 gereed is. In februari 2010 is er gestart met een overleg tussen een bewonerscommissie en BrabantWonen over een verhuisregeling. In maart 2011 leidde dit tot een overeenkomst. Op 18 oktober stemde de gemeente in met het plan en per 1 november 2011 is het sloopbesluit in werking getreden.
In mei 2013 is laatste bewoner van Vlek 19 verhuisd. De tijdelijke bewoners zijn in juni vertrokken, waarna men is begonnen met een inspectie op de aanwezigheid van asbest en de verwijdering er van. In de zomer 2013 zijn de woningen gesloopt; op 21 oktober 2013 is het officiële startsein voor de bouw gegeven. De echte bouw start in december 2013, omdat eerst de riolering in de omliggende straten moest worden aangepast. De nieuwbouw bestaat uit 37 grondgebonden woningen. Deze worden in de tweede helft van 2014 opgeleverd. In maart 2014 zijn deze woningen via de woonservice in de verhuur gegaan. Het gaat om 32 sociale huurwoningen en 5 dure huurwoningen. Bewoners van Vlek 19 en vlek 18 hebben voorrang bij de verhuur. 
Sinds februari 2015 zijn de nieuwbouwwoningen bewoond. Er waren nog wat problemen omdat de deuren niet aansloten op de stoep. Dit is uiteindelijk opgelost.

### Vlek 20 (Fase 6)
Dit gebied wordt omgeven door Ampèrestraat/ Lorentzplein/ Voltastraat/ Voltaplein/ Copernicuslaan/ Lorentzstraat. De woningen zijn van BrabantWonen. De grondgebonden woningen zijn eind 2015 gerenoveerd. Hiervoor is een bewonerscomité opgericht die het proces samen met de corporatie heeft voorbereid en ook bij de uitvoer hebben ze regelmatig gecontroleerd. De 40 portiekwoningen aan de Copernicuslaan zijn van februari tot en met mei 2017 gerenoveerd.

### Vlek 21 (Fase 7)
In dit gebied tussen de Oude Vlijmenseweg en Copernicuslaan staan 7 galerijflats. Deze zijn van wooncorporatie BrabantWonen. In juni 2016 maakte deze corporatie bekend dat de woningen zullen worden gesloopt en vervangen door nieuwbouw. Renovatie is niet kostendekkend te maken vanwege de staat van de flats. De sloop/ nieuwbouw zal gefaseerd plaatsvinden. Er is een verhuisregeling opgesteld. Begin 2021 zijn de eerste twee flats aan de Copernicuslaan leeg en worden onttrokken aan woningaanbod. De sloop zal hier beginnen. De nieuwbouw van de eerste 2 nieuwe complexen liep vertraging op door bodemverontreiniging. Uiteindelijk zijn de complexen (van BrabantWonen) in februari en maart 2024 opgeleverd en trokken de nieuwe bewoners in de bijna energie neutrale woningen.
In mei 2024 begon de sloop van de overige 5 flats. Die zou oorspronkelijk in 2 of 3 fasen gaan, maar omdat de uitverhuizing sneller ging, kon eerder met de sloop worden begonnen. Voor de zomer van 2024 zijn 3 flats (vanaf de zijde van de Oude Vlijmenseweg) gesloopt. Na de zomer worden de overige 2 flats gesloopt. In het najaar 2024 zal dan met nieuwbouw worden begonnen, te beginnen met de flat die het dichts bij de reeds opgeleverde flats komt te staan. 

## Parallelweg en Spoor
De Parallelweg was een van de ontsluitingswegen van Boschveld en loopt parallel aan het spoor. Al in de jaren 1990 zijn er plannen om deze weg te verlengen naar de Zandzuigerstraat (2e fase) en Hambakenweg (3e fase). In 2004 is er in de gemeenteraad een besluit genomen om de 2e fase uit te voeren. Voor bewoners van het Veemarktkwartier is dit een plan dat niet op veel steun kan rekenen. Er wordt een toename van het verkeer verwacht. Dit is al te merken sinds de zuidelijker gelegen Magistratenlaan medio 2011 is aangesloten op de Randweg. De uitvoer is aanbesteed aan Heijmans.
In november 2013 is er een start gemaakt met een fiets- en voetviaduct over de Christiaan Huygensweg. In januari 2014 was deze grotendeels klaar. Langs de woningen aan de Parallelweg werd een tijdelijk fiets- en voetpad neergelegd wat later is vervangen door een definitief fietspad. Uiteindelijk is de Parallelweg bij de Oude Engelenseweg/ Diezekade afgesloten en is een nieuwe weg (Nelson Mandelalaan) aangelegd. Deze is eerder dan gepland op 31 juli 2015 opgeleverd. De brug over de Dieze heeft als naam 'The Royal Welshbrug' gekregen en is op 27 oktober 2015 officieel geopend, al was deze eerder open voor het verkeer.
ProRail heeft het aantal sporen over de Dieze verdubbeld. De ontsluiting richting Utrecht en Nijmegen vond plaats over een brug (over de Dieze) met 2 sporen. Sindsdien zijn er 4 sporen die over de Dieze gaan. Medio 2011 zijn de werkzaamheden daarvoor gestart en eind 2013 zijn deze werkzaamheden afgerond. De oude spoorbrug is verwijderd en er zijn een fly-over en een nieuwe brug aangelegd.